# ZERO ESCAPE 刻のジレンマ
『ZERO ESCAPE 刻のジレンマ』（ゼロ エスケープ ときのジレンマ）は、スパイク・チュンソフトより2016年6月30日に発売されたアドベンチャーゲーム。極限脱出シリーズの3作目であり、完結編 である。

## 概要
前作は基本的に1人の主人公の視点で時系列順に物語が進行していたが、今作は登場人物が3チームに分かれ、各チームの視点で脱出に挑む群像劇に近い形になっている。さらに、登場人物たちは90分ごとに記憶を消去されてしまうため、プレイヤーは時系列や状況がバラバラな90分を断片的にプレイしていく形になる。プレイ実績は『グローバル・フローチャート』で確認でき、最終的にどのような時系列であったのかが判明する。
時系列や歴史の異なる物語の「断片」はそれぞれ、脱出ゲームを行う「Questパート」、チームのリーダーが生命与奪を含む決断を行う「Decisionパート」、CGキャラクターによるムービーが再生される「Cinemaパート」の3つによって構成されている。
シナリオのほとんどをムービーで見る性質上、前作・前前作のようなノベルゲームの形態とは異なったものとなっている。
前作の『囚人のジレンマ』に相当するテーマとして、『眠り姫問題』が扱われている。

## ストーリー
火星共同生活実験『Dcom』が開始してから6日後の2028年12月31日のこと。目覚めた実験参加者たちは独房に監禁されていることに気付いた。
突如独房の外から『2番目のゼロ』と名乗る謎の人物が登場し、『ディシジョンゲーム』の開始を宣言する。ゼロはこのゲームのルールを説明するとともに、「全人類80億の未来は君たちの決断（Decision）にかかっている。」と言う。
参加者たちはディシジョンゲームから無事に脱出することができるのだろうか。

## 用語
ディシジョンゲーム（Decision Game）
ゼロに仕掛けられたゲーム。閉じ込められた地下核シェルターからの脱出を目指す。
参加者は3人1チームに分けられ、Ｃチームはカルロス・淳平・茜、ＱチームはＱ・ミラ・エリック、Ｄチームはダイアナ・シグマ・ファイとなっている。シェルターはＣ区画・Ｄ区画・Ｑ区画の3区画に分けられており、各チームは自分の区画内なら自由に移動できるが、他チームの区画には侵入できない。
シェルターから脱出するには、各区画のラウンジから繋がるエレベーターホールへの扉（Ｘドア）から地上に出るしかない。Ｘドアを解錠するには6個のパスワードを入力する必要がある。パスワードは参加者が1人死亡する毎に1個ずつ開示される。
- ゲームを進行させる要素として、シェルター内には参加者を死亡させるギミックが仕掛けられている。これらのギミックの大半は、参加者の行動によって生死や犠牲者が変わるように設計されている。選択形式のギミックも多く、どれを選んでも無事では済まなかったり、生死に直結する2〜3択を迫られるなど、いわゆる「究極の選択」に対するDecision（決断）が幾度となく突きつけられる。
- 進行を加速させるためゼロ本人がルールを説明し、チーム単位で処刑する場合がある。
- 各部屋には脱出ゲームが用意されている。前々作のノナリーゲーム、前作のABゲームにおける脱出ゲームはそれ自体にあまり意味は無かったが、今作は脱出ゲーム自体がディシジョンゲームの一部に組み込まれており、多くの場合で脱出ゲームに登場したギミックがそのままディシジョンゲームにも転用される。また、クリア条件は基本的に固定だった旧作と異なり、部屋に応じたものが設定されている。

バングル
全員に強制装着された腕輪。参加者が活動を開始してから90分後に麻酔薬と記憶消去薬がバングルから装着者に注射される。ゆえに参加者は記憶消去薬によって前回の活動期間の行動を覚えていない。また、両側のボタンを押すことで現在時刻が表示される。

ハート・リッパー
世間をにぎわす連続殺人犯。被害者は心臓をえぐり出されて殺害されるという共通点を持つ。
ある男性が犯人として逮捕され死刑となり、妻も後を追うように自殺したが、その後の捜査で冤罪が証明された。そして連続殺人犯は未だ逮捕されていない。
また、冤罪の男性が逮捕の直前に乗ろうとしていたタクシーに代わりに医師が乗ったがそのタクシーが事故を起こしたことで医師は死亡し、その医師が助けるはずの少年も死亡した。このように多くの人間の人生を狂わせている。

レヴリーシンドローム
白昼夢症候群。脳にも神経系統にも異常はないのに反応を示さなくなる病気。近年増加傾向にあるが、原因は解明されておらず確立した治療法がない。最新の医療技術を投じた場合、莫大な治療費が必要になる。

ラジカル6
地下シェルター内に保管されている高致死率の殺人ウィルス。高い感染力を持ち、感染者は遺伝子の性質が変化し自殺衝動を引き起こす。致死率は75%とされ、全人類80億人に感染した場合、60億人が死亡する計算になる。

SHIFT（シフト）
形態形成場と呼ばれる領域にアクセスし、無数にある並行世界の自分と意識を入れ替える特殊能力であり、この力を持つ人間を「SHIFTER（シフター）」と呼ぶ。
例えば、近道から帰る世界1と回り道から帰る世界2があり、近道をした道路で車に轢かれて死亡する際に自分の意識を世界2の自分の意識を入れ替えることができる。逆に世界2の自分の意識は世界1に強制的に転移させられ、訳が分からないまま車に轢かれる羽目になる。
作中ではタイムトラベル映画の主人公に例え、「過去を改変して現在に戻った際、改変後の現在で暮らしていた自分の意識はどこに行ったのか？」という疑問を提示し、これに準えて「主人公が元居た改変前の歴史に飛ばされたのではないか」という仮説が語られている。

## 登場人物

### Cチーム
カルロス
声 - 杉田智和
Cチームのリーダー。優秀な消防士で、危機的状況においても数多くの人命を救った経験を持つ。過去に自宅が火事になり、妹マリアを救出できたものの両親は火災が原因で死亡している。妹を溺愛していたがレヴリーシンドロームにかかり意識不明の状態になっている。Dcomへの参加理由は、報酬50万ドルを入手して妹の治療費にあてがうためであり、実験では全体のリーダーを務めていた。

淳平（じゅんぺい）
声 - 鈴木達央
前前作『極限脱出 9時間9人9の扉』の主人公。彼の発言から、本作は『9時間～』の1年後の世界であることがわかる。行方不明になった茜を探すために裏社会に通じる探偵事務所に入社したが、そこで社会の暗黒面に触れてきたため、荒んだ性格になっている。Dcomへの参加理由は、茜が実験に参加する情報を掴んだためであり実験に潜り込んだ。

茜（あかね）
声 - 沢城みゆき
淳平の幼馴染で、世界を救うための秘密結社「CRASH-KEYS」のリーダー。世界滅亡のきっかけを阻止するため、Dcomのデータベースにハッキングし実験に潜りこんだ。変わってしまった淳平に心を痛めているが、本質的には信頼し大切に思っており、淳平が殺害されるルートでは犯人に対して故意や過失でさえも、激昂し、仇討ちに生じることが多々ある。ハート・リッパー事件の冤罪で両親を亡くしている。

### Qチーム
Q
声 - 豊崎愛生
Qチームのリーダー。頭に球体の被り物をしている少年。ディシジョンゲーム以前の記憶を無くしている。唯一Dcomの参加者ではないため、エリックから不審に思われている。球体の側面には入力ボタンがあり、正しいパスワードを入力すれば球体を外すことができると考えられる。

ミラ
声 - 坂本真綾
露出度の高い服を着ている女性。Dcomへの参加理由は、面白そうだったからと回答している。性格は冷静であり、ディシジョンゲームで決断を迫られて取り乱すエリックを黙らせ、Qに選択を委ねさせる姿が見られる。本人曰く、子供の頃から愛想がないと言われ昔から他人の感情が理解できない。

エリック
声 - 石田彰
ミラの恋人。ネブラスカのアイスクリームショップで働く青年。Dcomへの参加理由は、実験に参加するミラについていたためである。極限的な状況に置かれたことで焦ったり取り乱したりすることが多く、他人の意見にも流されやすい。母親をハート・リッパーに殺害されている。

### Dチーム
ダイアナ
声 - 能登麻美子
Dチームのリーダー。病院で看護師をしている穏やかな性格の女性。Dcomへの参加理由は、元夫からのDV被害とそれの依存により、逃げ場所として上司である看護師長レベッカに勧められたためである。

シグマ
声 - 小野大輔
前作『極限脱出ADV 善人シボウデス』の主人公。前作終了後の世界から世界救済のために行動していた。世界滅亡のきっかけとなった出来事を止めるため、茜の協力によりDcomの実験に参加した。精神上は外見以上に長期間経過しているため、やや時代がかった口調をしている。本作のパッケージはディシジョンゲームで拘束されたシグマのイラストになっている。

ファイ
声 - 小見川千明
前作にも登場した、シグマと共に行動している女性。眼鏡をかけている。常に客観的に物事を判断し、それが彼女にとって合理的と判断されたのなら自己犠牲も厭わない。シグマの事情についても精通しているため、シグマのことを「ジジイ」と呼ぶ場面もある。

### その他
ゼロ
声 - 立木文彦
ペスト医師のような衣装と仮面を身につけた人物。自らを『2番目のゼロ』と名乗る。ディシジョンゲームを仕掛けてきた張本人だが、地下シェルターでは録画によるビデオ通信のみで参加者にメッセージを伝える。基本的にはボイスチェンジャーで声を変えている。
ガブ
Dcomの施設内にいた小型犬。カプセル型の首輪をつけており、このカプセルにメッセージを入れて、別の区画に通じる通気口に誘導することでチーム間の意思疎通を図ろうとする。